# Natação no Campeonato Europeu de Esportes Aquáticos de 2022 - 200 m costas masculino
A prova dos 200 metros nado costas masculino da natação no Campeonato Europeu de Esportes Aquáticos de 2022 ocorreu nos dias 12 e 13 de agosto no Foro Italico, em Roma na Itália. 

## Calendário
| Fase          | Data         | Hora  |
| ------------- | ------------ | ----- |
| Eliminatórias | 12 de agosto | 09:24 |
| Semifinal     | 12 de agosto | 18:49 |
| Final         | 13 de agosto | 18:10 |

Todos os horários estão no horário local (UTC+1)

## Recordes
Antes desta competição, os recordes eram os seguintes:
|                       | Nadador       | Tempo   | Local   | Data                |
| --------------------- | ------------- | ------- | ------- | ------------------- |
| Recorde mundial       | Aaron Peirsol | 1:51.92 | Roma    | 31 de julho de 2009 |
| Recorde europeu       | Evgeny Rylov  | 1:53.23 | Cazã    | 8 de abril de 2021  |
| Recorde do campeonato | Evgeny Rylov  | 1:53.36 | Glasgow | 8 de agosto de 2018 |

## Medalhistas
| Ouro                       | Prata                | Bronze               |
| Yohann Ndoye-Brouard (FRA) | Benedek Kovács (HUN) | Luke Greenbank (GBR) |

## Resultados

### Eliminatórias
Esses foram os resultados das eliminatórias.
| Pos. | Bateria | Raia | Nadador                | Nacionalidade | Tempo   | Notas |
| ---- | ------- | ---- | ---------------------- | ------------- | ------- | ----- |
| 1    | 3       | 3    | Yohann Ndoye-Brouard   | França        | 1:56.70 | Q     |
| 2    | 1       | 6    | Benedek Kovács         | Hungria       | 1:56.81 | Q     |
| 3    | 1       | 5    | Mewen Tomac            | França        | 1:57.51 | Q     |
| 4    | 3       | 4    | Luke Greenbank         | Reino Unido   | 1:57.81 | Q     |
| 5    | 2       | 2    | Hubert Kós             | Hungria       | 1:58.15 | Q     |
| 6    | 2       | 3    | Antoine Herlem         | França        | 1:58.22 |       |
| 7    | 1       | 2    | João Costa             | Portugal      | 1:58.68 | Q     |
| 8    | 2       | 4    | Ádám Telegdy           | Hungria       | 1:58.88 |       |
| 9    | 3       | 7    | Apostolos Siskos       | Grécia        | 1:58.99 | Q     |
| 10   | 1       | 7    | David Gerchik          | Israel        | 1:59.13 | Q     |
| 11   | 3       | 2    | Lorenzo Mora           | Itália        | 1:59.18 | Q     |
| 12   | 2       | 5    | Nicolás García         | Espanha       | 1:59.46 | Q     |
| 13   | 1       | 3    | Matteo Restivo         | Itália        | 1:59.62 | Q     |
| 14   | 3       | 1    | Primož Šenica Pavletič | Eslovênia     | 1:59.76 | Q     |
| 15   | 1       | 4    | Brodie Williams        | Reino Unido   | 1:59.89 | Q     |
| 16   | 3       | 5    | Roman Mityukov         | Suíça         | 2:00.29 | Q     |
| 17   | 3       | 6    | Jan Čejka              | Chéquia       | 2:00.86 | Q     |
| 18   | 2       | 6    | Francisco Santos       | Portugal      | 2:00.88 | Q     |
| 19   | 1       | 8    | Diego Mira             | Espanha       | 2:01.06 |       |
| 20   | 2       | 7    | Kaloyan Levterov       | Bulgária      | 2:01.16 |       |
| 21   | 3       | 8    | Vadym Naumenko         | Ucrânia       | 2:01.55 |       |
| 22   | 2       | 8    | Anže Ferš Eržen        | Eslovênia     | 2:01.99 |       |
| 23   | 1       | 1    | Erikas Grigaitis       | Lituânia      | 2:02.06 |       |
| 24   | 2       | 0    | Jonathon Marshall      | Reino Unido   | 2:02.78 |       |
| 25   | 3       | 0    | Inbar Danziger         | Israel        | 2:03.48 |       |
| 26   | 2       | 1    | Émilien Mattenet       | França        | 2:03.52 |       |
| 27   | 3       | 9    | Zhulian Lavdaniti      | Albânia       | 2:08.30 |       |
| 28   | 1       | 0    | Adam Maraana           | Israel        | 2:08.88 |       |
| 29   | 1       | 9    | Kevin Shkurti          | Albânia       | 2:24.87 |       |
| 30   | 6       | 0    | Michał Chmielewski     | Polónia       | DSQ     | DSQ   |

### Semifinal
Esses foram os resultados das semifinais. 
| Pos. | Bateria | Raia | Nadador                | Nacionalidade | Tempo   | Notas |
| ---- | ------- | ---- | ---------------------- | ------------- | ------- | ----- |
| 1    | 1       | 1    | Roman Mityukov         | Suíça         | 1:56.22 | Q,    |
| 2    | 2       | 4    | Yohann Ndoye-Brouard   | França        | 1:56.39 | Q     |
| 3    | 1       | 5    | Luke Greenbank         | Reino Unido   | 1:57.07 | Q     |
| 4    | 2       | 2    | Lorenzo Mora           | Itália        | 1:57.62 | Q     |
| 5    | 2       | 3    | Hubert Kós             | Hungria       | 1:57.68 | q     |
| 6    | 1       | 4    | Benedek Kovács         | Hungria       | 1:57.83 | q     |
| 7    | 2       | 7    | Matteo Restivo         | Itália        | 1:58.20 | q     |
| 8    | 2       | 5    | Mewen Tomac            | França        | 1:58.24 | q     |
| 9    | 2       | 6    | Apostolos Siskos       | Grécia        | 1:58.66 |       |
| 10   | 1       | 2    | Nicolás García         | Espanha       | 1:58.68 |       |
| 11   | 1       | 3    | João Costa             | Portugal      | 1:58.96 |       |
| 12   | 1       | 7    | Primož Šenica Pavletič | Eslovênia     | 1:59.66 |       |
| 13   | 2       | 1    | Brodie Williams        | Reino Unido   | 1:59.69 |       |
| 14   | 1       | 6    | David Gerchik          | Israel        | 2:00.26 |       |
| 15   | 2       | 8    | Jan Čejka              | Chéquia       | 2:00.29 |       |
| 16   | 1       | 8    | Francisco Santos       | Portugal      | 2:00.73 |       |

### Final
Esse foi o resultado da final. 
| Pos.              | Raia | Nadador              | Nacionalidade | Tempo   | Notas            |
| ----------------- | ---- | -------------------- | ------------- | ------- | ---------------- |
| Medalha de ouro   | 5    | Yohann Ndoye-Brouard | França        | 1:55.62 | Recorde nacional |
| Medalha de prata  | 7    | Benedek Kovács       | Hungria       | 1:56.03 |                  |
| Medalha de bronze | 3    | Luke Greenbank       | Reino Unido   | 1:56.15 |                  |
| 4                 | 4    | Roman Mityukov       | Suíça         | 1:56.45 |                  |
| 5                 | 1    | Matteo Restivo       | Itália        | 1:57.30 |                  |
| 6                 | 6    | Lorenzo Mora         | Itália        | 1:57.43 |                  |
| 7                 | 8    | Mewen Tomac          | França        | 1:57.71 |                  |
| 8                 | 2    | Hubert Kós           | Hungria       | 1:57.84 |                  |

Legenda
| Recorde mundial       | Recorde mundial (World record)               |                       | Recorde africano                      | Recorde africano (African) |                                           | Q | Classificado por posição (Qualified) |
| Recorde do campeonato | Recorde do campeonato (Championship record)  | Recorde da América    | Recorde da América (Americas)         | q                          | Classificado por melhor tempo (Qualified) |   |                                      |
| Melhor marca do ano   | Melhor marca do ano (World leading)          | Recorde asiático      | Recorde asiático (Asian)              | DNS                        | Não largou (Did not start)                |   |                                      |
| Recorde nacional      | Recorde nacional (National record)           | Recorde europeu       | Recorde europeu (European)            | DNF                        | Não terminou (Did not finish)             |   |                                      |
| Recorde pessoal       | Recorde pessoal do atleta (Personal best)    | Recorde da Oceania    | Recorde da Oceania (Oceania)          | DSQ / DQ                   | Desclassificado (Disqualified)            |   |                                      |
| Recorde da temporada  | Recorde da temporada do atleta (Season best) | Recorde sul-americano | Recorde sul-americano (South America) | NM                         | Sem marca (No mark)                       |   |                                      |